# Lithocarpus kalkmanii
Lithocarpus kalkmanii là một loài thực vật có hoa trong họ Cử. Loài này được Julia & Soupadmo mô tả khoa học đầu tiên năm 1998.